# Рик ван Лој
Рик ван Лој (хол. Rik Van Looy; Гробентонк, 20. децембар 1933 — Херанталс, 17. децембар 2024) био је белгијски професионални бициклиста у периоду од 1953. до 1970. Двоструки је светски шампион и први је бициклиста који је освојио свих пет најпрестижнијих класика (то су касније успели још Рогер де Фламинк и Еди Меркс). Остварио је 379 победа у каријери, више је остварио само Меркс, од чега је остварио 161 професионалну победу. На гранд тур тркама је остварио 37 победа, од чега 18 на Вуелта а Еспањи, 12 на Ђиро д’Италији и 7 на Тур де Франсу.
Вуелта а Еспању је једном завршио на подијуму, освојивши треће место 1959. године

## Каријера

### 1953—1960.
Ван Лој је остварио доста победа као аматер, а пажњу на себе је скренуо освајањем белгијског националног првенства за аматере 1952. након чега је ушао у састав тима за Олимпијске игре 1952. у Хелсинкију, где је освојио златну медаљу у екипној друмској трци. 1953. прешао је француски у тим Житан, али је и даље возио трке за аматере, остварио је 12 победа и освојио је бронзану медаљу на светском првенству за аматере. Као јак спринтер, Ван Лој је остварио девет победа у својој првој комплетној сезони као професионалац, уз друго место на Туру Белгије. 1955. остварио је 12 победа, сваку на тркама у Белгији.
Године 1956, остварио је 20 победа. Освојио је класике Гент—Вевелгем, Шелдепријс и Париз—Брисел, Тур Холандије, уз две етапне победе и још мањих трка. На светском првенству освојио је сребрну медаљу, остао је иза сународника Рика ван Стенбергена. Сезону је завршио четвртим местом на Ђиро ди Ломбардији. 1957. остварио је чак 36 победа. Освојио је по други пут Гент—Вевелгем, Тур Холандије, уз три етапне победе и Шелдепријс, а између осталих, освојио је трке Копа Берноки и Шест дана Брисела.
Године 1958, остварио је 35 победа, освојио је етапу на Ђиру Сардиније, где је завршио трећи у генералном пласману, две етапе на Вуелта Леванте трци и национално првенство. 19. марта, остварио је највећу победу до тада, освојио је Милан—Санремо. Ван Лој је италијански класик, те године дуг 282 km, освојио у групном спринту, победивши Шпанца Мигела Поблета и Француза Андреа Даригада. У наставку сезоне завршио је други на Гент—Вевелгему и трећи на Париз—Рубеу, остао је иза Леона ван Далеа и Мигела Поблета. Недељу дана након Рубеа, Ван Лој је освојио један од најтежих класика, Париз—Брисел. На  свом првом учешћу на Вуелта а Еспањи, остварио је пет етапних победа, пре него је напустио трку током етапе 12.
Године 1959, освојио је класификацију по поенима на Вуелта а Еспањи, уз четири етапне победе. Освојио је Ђиро ди Сардинија трку, уз три етапне победе, а затим је освојио трку око Фландрије. Иако је имао стомачни вирус и није могао да једе, Ван Лој је успио да освоји Фландрију у мајици националног шампиона, испред Франса Схаубена. На свом другом наступу на Ђиро д’Италији, остварио је четири етапне победе и носио је розе мајицу један дан, након победе на првој етапи. У генералном пласману завршио је на четвртом месту. У финишу сезоне освојио је Париз тур и 53 издање Ђиро ди Ломбардије Сезону је завршио са 44 победе.
Године 1960, је почео победом на трци Шест дана Берлина, а у затим је освојио класике у Бриселу и Мехелену и две етапе на Ђиро Сардинији. Освојио је још мањих класика, пре него што је возио први од пет монументалних, трку око Фландрије, дугу 227 km, али је завршио трећи у групном спринту. На Ђиро д’Италији победио је на две етапе и освојио је брдску класификацију. Након Ђира, освојио је неколико мањих класика, а затим је предводио белгијски тим на светском првенству, на коме се очекивао нови спринтерски дуел Ван Лоја и Француза Андре Даригада. Првенство је било дуго 279.392 km и након 7 сати, 47 минута и 27 секунди, Ван Лој је одспринтао Даригада и постао светски шампион, спасивши тако сезону у којој није освојио ниједан велики класик. Сезону је завршио на писти, победом на трци Шест дана Гента.

### 1961 —1970.
Године 1961, је, као и претходну, почео на писти, победом на трци Шест дана Антверпена, док је на трци Шест дана Берлина завршио други. Након неколико победа на мањим друмским тркама, вратио се такмичењу на писти, али није успио да оствари победу. Шест дана Цириха завршио је трећи, те Шест дана Милана други, након чега је завршио други и на националном првенству на писти, у дисциплини омнијум. Након националног првенства, вратио се друмским тркама, остварио је две победе на Париз—Ници, након чега је покушао да освоји Милан—Санремо по други пут. Милан—Санремо је традиционално спринтерски класик и Ван Лој је био велики фаворит, уз Даригада и Нина Дефилиписа. Када се дошло до успона на Пођо, Ремон Пулидор је напао и на три километра до циља имао је 20 секунди предности. У самом финишу, Пулидор се суочио са неочекиваним потешкоћама, полицајај је махао рукама, Пулидор није знао шта показује и отишао је погрешним путем, одмах је схватио, окренуо се и дошао је на циљ три секунде испред групе, коју је одспринтао Рик ван Лој. Након неуспеха на Милан—Санрему, Ван Лој је освојио свој први Париз—рубе, испред Марсела Јансена. Ван Лој је са успесима наставио у Белгији, освојио је Тур Белгије и Лијеж—Бастоњ—Лијеж. На Ђиро д’Италији завршио је седми, уз три етапне победе. Успешну сезону крунисао је освајањем светског првенства, другу годину заредом. Светско првенство је одржано 3. септембра, у Берну, а стаза дуга 285.252 km припала је спринтерима, након седам сати, 46 минута и 35 секунди, Ван Лој је одспринтао Дефилиписа за другу титулу светског шампиона. Сезону је завршио на писти, победама на Шест дана Брисела и Шест дана Гента.
Године 1962, је почео на писти. Завршио је други и на Европском и на националном првенству, у дисциплини медисон, а затим је освојио Шест дана Антверпена, Шест дана Берлина и Шест дана Дортмунда, након чега је почео сезону на друму. У мајици дугиних боја, Ван Лој је био доминантан. Освојио је критеријум Дијон, Ђиро Сардиније и две етапе на Париз—Ници, пре пролећних класика. Први је био Гент—Вевелгем, који је освојио по трећи пут. након чега је тражио победу на Фландрији. Трка око Фландрије је почела са великом брзином и јаким бочним ветром. На успону, одвојила се мања група, Том Симпсон је вукао јако, а пратио га је Ван Лој, који се мучио, али је успио да се опорави након брда. Када је трка дошла до Гентбрижа и ушла у задње километре, Ван Лој је напао, нико није могао да га прати и победио је са 9 секунди испред Михела ван Ардеа. На Париз—Рубеу, Faema-Flandria, тим за који је тада возио Ван Лој, контролисала је трку, до успона Дулен, где је Ван Лој напао и преполовио групу. На 15 km до циља, Ремон Пулидор је напао и у групи је остало само пет возача. Пулидор је напао опет у Рубеу, Ван Лој је пратио, а затим напао, Пулидор није могао да прати, Ван Лој је ушао на велодром сам и освојио је свој други Париз—Рубе. На Ђиро д’Италији остварио је две етапне победе, након чега је возио Тур де Франс по први пут и уписао је победу на екипном хронометру. Тур је напустио током етапе 11. Сезону је завршио победом на трци Меморијал Фред де Бројне.
1963. остварио је две победе на Критеријуму Дофине, завршио је други на Ђиро ди Сардинији, уз једну етапну победу. На Париз—Ници је остварио три етапне победе и освојио је национално првенство. Није имао успеха на класицима, а у јулу је возио Тур де Франс по други пут, завршио га је на десетом месту, уз четири етапне победе и освојену класификацију по поенима. На светском првенству, освојио је сребрну медаљу, изгубио је у спринту од Бенонија Бехајта. Сезону је завршио на писти, али без победе, друго место на Шест дана Берлина и треће на Шест дана Брисела.
1964. освојио је по етапу на Вуелта а Еспањи Ђиро ди Сардинији, критеријум де Пан и Е3 Харелбеке по први пут, Гент—Вевелгем је завршио на трећем месту. У априлу је освојио етапу на Туру Белгије и Брисел—Мелбеке, Париз—Брисел је завршио на другом месту. На Критеријуму Дофине је освојио етапу, након чега је возио Тур де Франс, али није имао среће са повредом и није стартовао трећу етапу. Сезону је завршио победом на трци Париз—Луксембург и другим местом на Париз тур трци.
Након две слабије сезоне, 1965. је остварио 44 победе. Ђиро ди Сардинију је освојио са пет од шест етапних победа, освојио је Е3 Харелбеке по други пут и етапу на Туру Белгије. Париз—Рубе је била најпраћенија трка 1965. На 25 km до циља одвојила се група од десет возача. Након неколико механичких проблема у групи, Ван Лој је напао на 10 km до циља и једино је Нул Форе могао да га прати. Када је Форе доживео механички проблем други пут, Ван Лој је остао сам. Ушао је на велодром испраћен великим овацијама и са сузама у очима, прешао је линију циља за свој трећи Париз—Рубе, чиме је изједначио рекорд. " Ово је најбоља победа у мојој каријери " изјавио је након трке. На Вуелта а Еспањи, Ван Лој је освојио треће место, уз осам етапних победа и освојену класификацију по поенима. Након Вуелте, освојио је три етапе на Туру Луксембурга и две на Тур де Франсу, где је завршио на 31 месту у генералном пласману. До краја сезоне остварио је пет победа на мањим тркама у Белгији.
Године 1966, је била доста слабија сезона за Ван Лоја, 12 победа, без освојеног великог класика, то је био почетак доминације другог Белгијанца, Едија Меркса. Најбитније победе Ван Лоја биле су по етапа на Париз—Ници и Туру Луксембурга и Е3 Харелбеке. Париз—Брисел је завршио на трећем месту, 25 секунди иза победника Феличеа Ђимондија, а у спринту за друго место изгубио је Вилија Планкарта. Тур де Франс је напустио током етапе 16. 1967. остварио је 21 победу. Сезону је почео у Италији, победом на трци Кол де Сан Мартин, те освајањем етапе на Ђиро ди Сардинији. Са победама је наставио на тркама у Белгији и Холандији, пре одласка у Француску, на трку Париз—Ница, где је освојио једну етапу. Ван Лој је циљао четврту победу на Париз—Рубе. На 35 km до циља, Руди Алтиг је напао и одвојила се група од 10 возача, поред Алтига ту су били: Еди Меркс, Рик ван Лој, Јан Јансен, Вили Планкарт, Едуард Селс, Ђани Мота, Ремон Пулидор, Артур де Каботер и Жорж Вандеберг. Група је радила сложно и до велодрома су стекли три минута предности. Јан Јансен је предводио групу на задњем кругу по велодрому и победио је у спринту Ван Лоја и Алтига. На Тур де Франсу уписао је победу у екипном хронометру, пре него што је напустио Тур током седме етапе. У остатку сезоне, побеђивао је на тркама у Белгији, а сезону је завршио победом на Париз туру, првом након 1959.
Године 1968, остварио је 16 победа, од којих му је највећа победа била на Флеш Валону. 1969. је почео на писти, освајањем националног првенства у медисону, у пару са Патриком Серкуом, након чега је освојио Шест дана Антверпена. На друму, највећа победа била му је Е3 Харелбеке и четврта етапа на Тур де Франсу, Тур је напустио током шесте етапе.
Године 1970, остварио је две победе, обе у Антверпену. Задња победа у каријери му је на трци Кесел—Лир. На крају сезоне, завршио је каријеру.

## Надимак
Рик ван Стенберген је имао надимак Рик I, па је Рик ван Лој добио надимак Рик II. Обојица су имала веома успешну каријеру.